# كنيسة مار كوركيس (الدورة)
كنيسة مار كوركيس هي كنيسة للمسيحيين الآثوريين في منطقة الدورة في جنوب بغداد، طولها 26 متراً وعرضها 18، أُنشئت سنة 1961، ثم وُسّعت، وصمّمَ توسعتها داود كوركيس ساوا، وقريب من الكنيسة مطبعة تُنشر فيها ما يستجد من الكتب الطقسية. الكنيسة تابعة لكنيسة المشرق الآشورية، وقد دُمّرت بتفجير سنة 2004، وافتتحت بنايتها الجديدة، يوم 1 تشرين الثاني سنة 2015. على أرض مساحتها 1400 متر مربع، .